# 海厄瓦薩 (堪薩斯州)
海厄瓦薩（英語：Hiawatha）是一個位於美國堪薩斯州布朗縣的城市。同時該地也是布朗縣的縣治。

## 地方資料
海厄瓦薩的座標為39°51′09″N 95°32′11″W / 39.85250°N 95.53639°W，而該地的海拔高度為345米（即1132英尺）。根據2010年美國人口普查，該地共人口3172人，而該地的面積約為6.71平方千米。